# 大阪府道803号旭西淀川自転車道線
大阪府道803号旭西淀川自転車道線（おおさかふどう803ごう あさひにしよどがわじてんしゃどうせん）は、大阪府大阪市旭区から同市西淀川区に至る、自転車・歩行者専用の一般府道である。歩行者も通行可能で、「自転車専用道路」ではない。また、起点方の赤川仮橋は、2013年に廃止となり、走行できない。

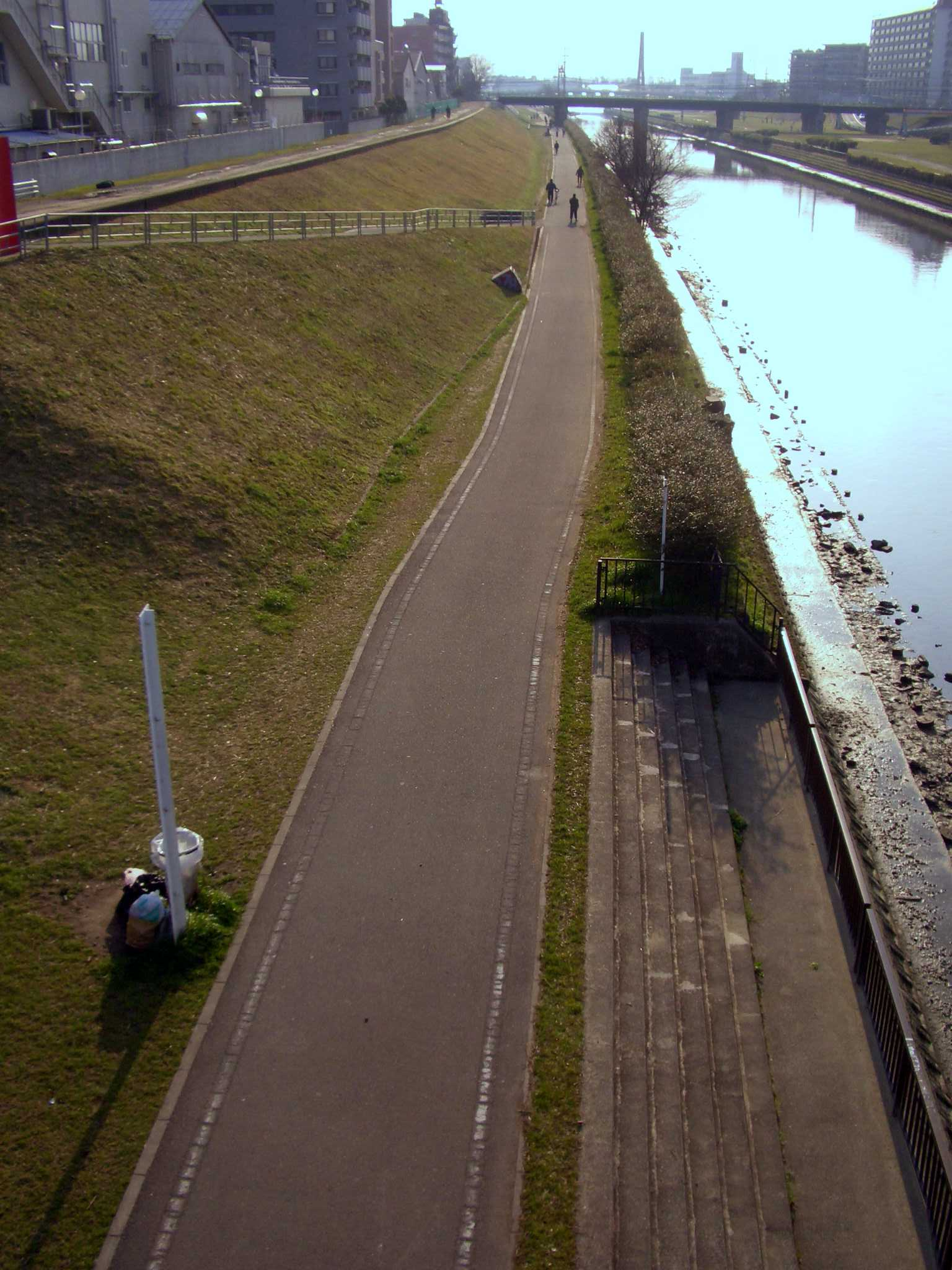
なにわ自転車道（神崎川沿い）

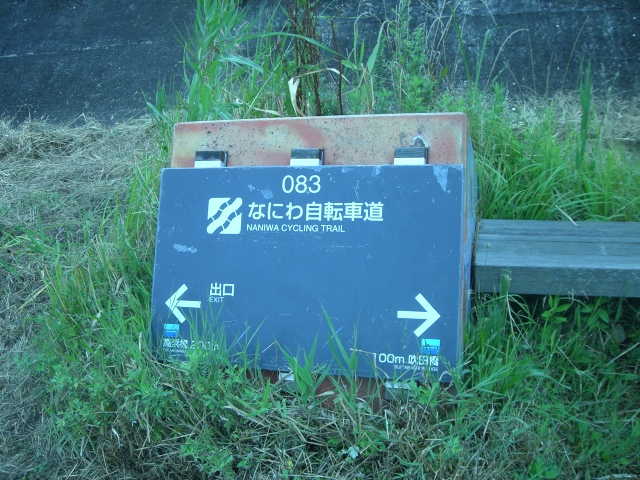
なにわ自転車道の案内標識

## コースの概要
大阪市旭区、城東貨物線沿いの淀川左岸地点をスタート、線路脇の赤川仮橋を渡り、淀川右岸を上流（京都方面）へ進む。神崎川分流地点手前の南江口3丁目を左折、神崎川左岸を下る。そのまま川沿いに進んでいくが、いくつもの鉄道のガードをくぐる。東海道新幹線、阪急京都本線、同千里線、城東貨物線、JR東海道本線、大阪市高速電気軌道御堂筋線（新御堂筋沿い）、阪急宝塚本線、同神戸本線、山陽新幹線、JR東海道本線、阪神本線を次々とくぐり抜け、阪神なんば線出来島駅付近がゴールとなる。東淀川区・淀川区内の神崎川沿いでは、河川敷を車止めもなくノンストップで走れる。西淀川区内では、神崎川は高いコンクリート壁に囲まれており、川面が見えない。また、国道2号線などとは平面交差となっており、信号がある。
起点の赤川鉄橋の旭区側で北大阪周遊自転車道に接続する。また終点の阪神出来島駅付近より新淀川河口の福漁港まで西島川自転車・歩行者道路に接続している。福漁港付近は、大阪市によって整備された歩行者・自転車専用道である大野川緑陰道路の終点であり、西島川自転車道を介してなにわ自転車道と大野川緑陰道路が繋がっている。なお、東淀川区内の区間は東淀川区境を3/4周するルートとなるので、赤川鉄橋から同区西淡路までは一般道路を走るのに比べて迂回ルートになる。

### 路線データ
- 陸上距離：21.6 km（全線供用開始済み）
- 起点：大阪府大阪市旭区赤川4丁目
- 終点：大阪府大阪市西淀川区出来島1丁目

## 路線状況

### 別名
- なにわ自転車道
  - 一般的にはこちらの「なにわ自転車道」で呼ばれている。「大阪府道803号旭西淀川自転車道線」と呼ばれることはない。

## 地理

### 経由地
赤川鉄橋（おおさか東線淀川橋梁） - 菅原城北大橋 - 豊里大橋 - 江口橋 - 西江口橋 - 小松橋 - 高浜橋 - 吹田橋 - 新大吹橋 - 大吹橋 - 十八条大橋 - 榎木橋 - 三国橋 - 新三国橋 - 神洲橋 - 大豊橋 - 毛斯倫大橋 - 神崎橋 - 神崎大橋 - 千船大橋 - 千北橋 - 出来島大橋

### 通過する自治体
- 大阪府
  - 大阪市（旭区 - 東淀川区)
  - 摂津市（一津屋取水場付近）
  - 大阪市（東淀川区)
  - 吹田市（吹田橋付近）
  - 大阪市（東淀川区 - 淀川区)
  - 豊中市（ダイドーボウル付近）
  - 大阪市（淀川区 - 西淀川区）